# Südostasienspiele 1991/Badminton
Titelträger im Badminton wurden bei den Südostasienspielen 1991 in Manila in fünf Einzel- und zwei Mannschaftsdisziplinen ermittelt. Die Spiele fanden vom 24. November bis zum 5. Dezember 1991 statt.

## Medaillengewinner
| Disziplin    | Gold | Silber | Bronze |
| ------------ | --- | --- | --- |
| Herreneinzel | Ardy Wiranata | Joko Suprianto | Foo Kok Keong |
| Herreneinzel | Ardy Wiranata | Joko Suprianto | Rashid Sidek |
| Dameneinzel  | Susi Susanti | Sarwendah Kusumawardhani | Pornsawan Plungwech |
| Dameneinzel  | Susi Susanti | Sarwendah Kusumawardhani | Jaroensiri Somhasurthai |
| Herrendoppel | Eddy Hartono Rudy Gunawan                                                                                                 | Jalani Sidek Razif Sidek | Cheah Soon Kit Soo Beng Kiang |
| Herrendoppel | Eddy Hartono Rudy Gunawan                                                                                                 | Jalani Sidek Razif Sidek | Rexy Mainaky Ricky Subagja |
| Damendoppel  | Erma Sulistianingsih Rosiana Tendean                                                                                      | Finarsih Lili Tampi | Tan Lee Wai Tan Sui Hoon |
| Damendoppel  | Erma Sulistianingsih Rosiana Tendean                                                                                      | Finarsih Lili Tampi | Ladawan Mulasartsatorn Thananya Phanachet |
| Mixed        | Ricky Subagja Rosiana Tendean                                                                                             | Rexy Mainaky Erma Sulistianingsih | Soo Beng Kiang Tan Lee Wai |
| Mixed        | Ricky Subagja Rosiana Tendean                                                                                             | Rexy Mainaky Erma Sulistianingsih | Ong Ewe Chye Tan Sui Hoon |
| Herrenteam   | Malaysia Cheah Soon Kit Foo Kok Keong Kwan Yoke Meng Jalani Sidek Rashid Sidek Razif Sidek Soo Beng Kiang                 | Indonesien Rudy Gunawan Eddy Hartono Rexy Mainaky Ricky Subagja Joko Suprianto Ardy Wiranata Alan Budikusuma                               | Thailand Sompol Kukasemkij Siripong Siripool Pramote Teerawiwatana Pulsak Thewarangsee Chaiwat Chalermpusitarak Surachai Makkasasithorn Teeranun Chiangtha |
| Herrenteam   | Malaysia Cheah Soon Kit Foo Kok Keong Kwan Yoke Meng Jalani Sidek Rashid Sidek Razif Sidek Soo Beng Kiang                 | Indonesien Rudy Gunawan Eddy Hartono Rexy Mainaky Ricky Subagja Joko Suprianto Ardy Wiranata Alan Budikusuma                               | Singapur Hamid Khan Lim Boon Leng Yow Chong Liang Koh Leng Kang You Kok Kiong Patrick Lau Kim Pong Lim Hong Han                                            |
| Damenteam    | Indonesien Finarsih Sarwendah Kusumawardhani Erma Sulistianingsih Susi Susanti Lili Tampi Rosiana Tendean Yuliani Santosa | Thailand Ladawan Mulasartsatorn Thananya Phanachet Pornsawan Plungwech Jaroensiri Somhasurthai Plernta Boonyarit Sasithorn Maneeratanaporn | Malaysia Tan Lee Wai Tan Sui Hoon Lim Siew Choon Lee Wai Leng                                                                                              |
| Damenteam    | Indonesien Finarsih Sarwendah Kusumawardhani Erma Sulistianingsih Susi Susanti Lili Tampi Rosiana Tendean Yuliani Santosa | Thailand Ladawan Mulasartsatorn Thananya Phanachet Pornsawan Plungwech Jaroensiri Somhasurthai Plernta Boonyarit Sasithorn Maneeratanaporn | Philippinen Amparo Lim Martha Millar Maria Elena Garcia Racquel Roxas                                                                                      |

## Medaillenspiegel
| Platz | Land        | Gold | Silber | Bronze | Gesamt |
| ----- | ----------- | ---- | ------ | ------ | ------ |
| 1     | Indonesien  | 6    | 5      | 1      | 12     |
| 2     | Malaysia    | 1    | 1      | 7      | 9      |
| 3     | Thailand    | -    | 1      | 4      | 5      |
| 4     | Philippinen | -    | -      | 1      | 1      |
|       | Singapur    | -    | -      | 1      | 1      |